# Stalagnat

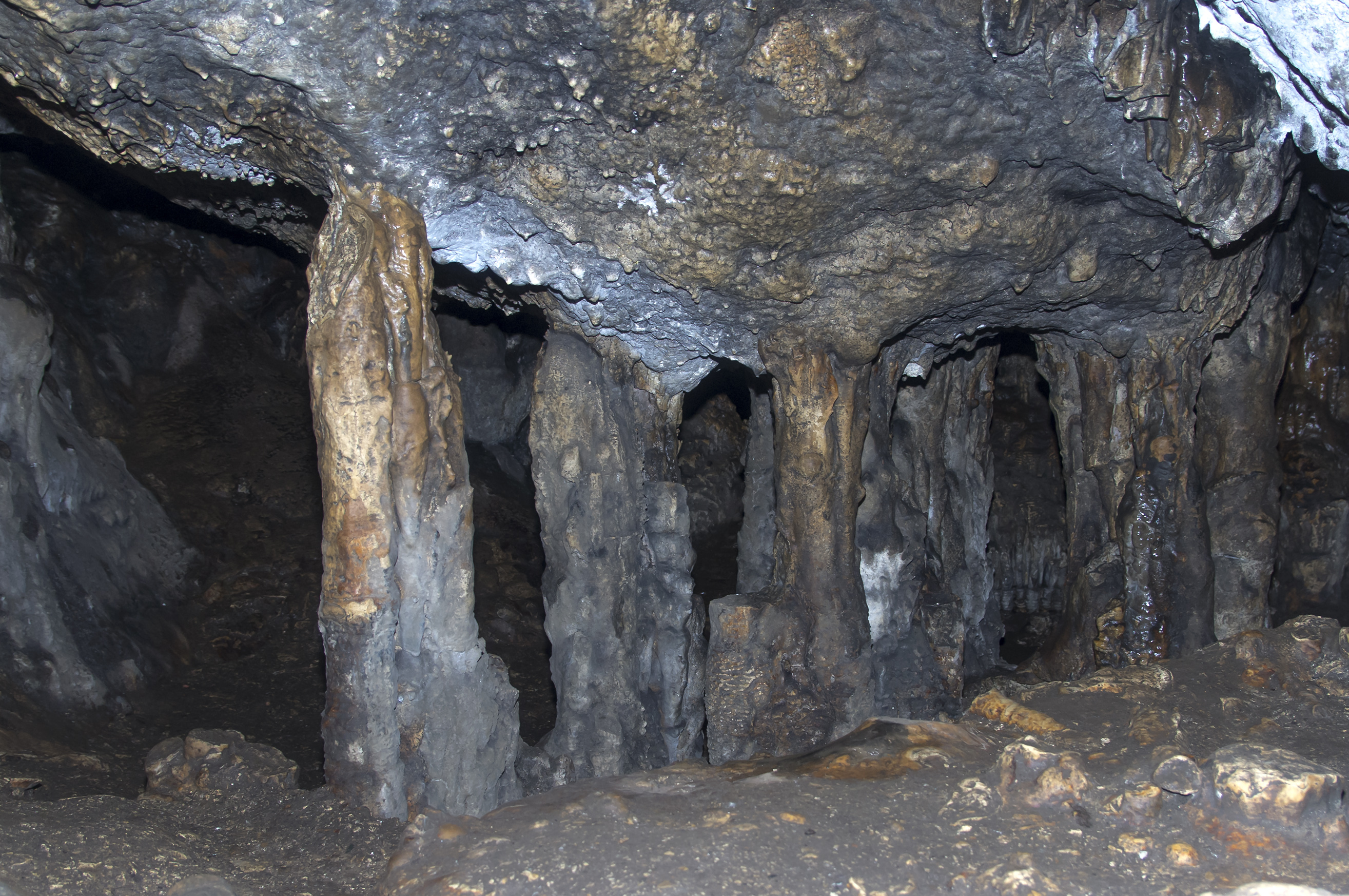
Stalagnaty w Jaskini w Zielonej Górze

Stalagnat (kolumna naciekowa) – naciek jaskiniowy w formie kolumny, słupa, lejka itp., łączący strop jaskini krasowej z jej dnem. Powstaje on w efekcie równoczesnego rozwoju stalaktytu idącego od stropu i stalagmitu na dnie jaskini, który tworzy się z wytrącania węglanu wapnia z wody kapiącej z tego stalaktytu. Odpowiednio długi rozrost obu form leżących na jednej osi prowadzi do ich połączenia i wykształcenia stalagnatu.
Stalagnat zaliczany jest do grupy nacieków twardych grawitacyjnych.

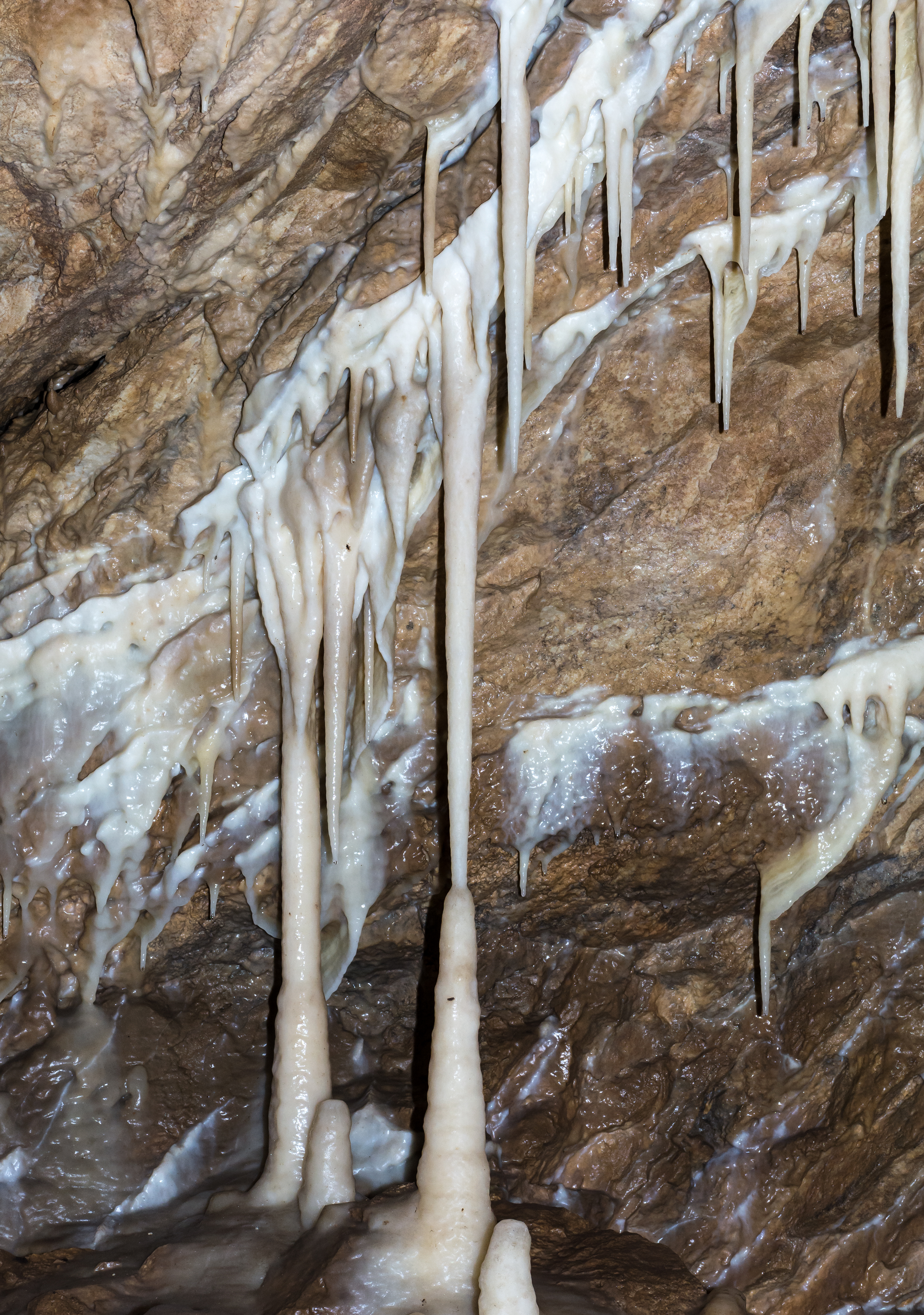
Stalagnaty w Jaskini Niedźwiedziej w Kletnie